# Olusola Olowookere
Olusola Olowookere, född 14 september 1997, är en nigeriansk taekwondoutövare. 

## Karriär
I mars 2018 tog Olowookere brons i 68 kg-klassen vid afrikanska mästerskapen i Agadir. I juli 2022 tog han brons i 74 kg-klassen vid afrikanska mästerskapen i Kigali.